# Робакидзе, Григол Титович
Григол Титович Робакидзе (груз. გრიგოლ ტიტეს ძე რობაქიძე; 1880—1962) — грузинский писатель, публицист и общественный деятель; член литературной группы грузинских символистов «Голубые роги». Писал также на немецком языке.

## Биография
Родился 28 октября 1880 года в селе Свири Кутаисского уезда одноимённой губернии Российской империи.
С шести лет учился в Кутаисском духовном училище, с 1895 по 1901 годы учился в Кутаисской духовной семинарии. После получения духовного образования, в августе 1901 года стал студентом юридического факультета Юрьевского (ныне Тартуского) университета, но в декабре этого же года был отчислен за невозможность оплатить своё обучение. Уехал в Германию и с 1902 по 1906 годы учился на философском факультете Лейпцигского университета.
Вернувшись в 1908 году в Российскую империю, Григол Робакидзе выступал в Кутаиси и Тбилиси с публичными лекциями, посвященными грузинской и зарубежной литературе. Посещал российскую столицу, где познакомился с русскими поэтами и писателями, среди которых были Андрей Белый, Зинаида Гиппиус, Валерий Брюсов и другие. В 1910 году он вновь поступил на юридический факультет Тартуского университета и продолжал обучение до 1914 года. В Грузию вернулся в 1915 году.
Принимал участие в Первой мировой войне — в 1917 году провёл несколько месяцев на персидском фронте, где познакомился с сестрой милосердия Ниной Доманской, которая стала его первой женой, у них родилась дочь Мира.
После Октябрьской революции поступил на службу в Управление государственными делами. Одновременно занимался преподавательской деятельностью: в 1918 году в Тбилисском университете был избран доцентом по кафедре грузинской литературы; в 1919 году читал курс лекций по немецкому романтизму в Бакинском университете; в 1920—1921 годах — снова в университете Тбилиси.
К советской власти, которая установилась в Грузии в конце февраля 1921 года, писатель относился лояльно. С 1921 по 1925 годы он заведовал отделом искусства при Комиссариате просвещения, а также занимал пост заместителя председателя правления Всегрузинского Союза писателей. В это же время написал ряд своих книг. В 1926 году его роман «Змеиная рубашка» был встречен грузинским обществом с равнодушием, в то время как в Германии он получил высокую оценку. К 1930 году разуверился в существовавшей в Грузинской ССР советской системе и в марте 1931 года уехал в Германию, которая вскоре стала фашистской. Проездной документ получил с помощью Серго Орджоникидзе. С этого момента писателя исключили из правления Федерации грузинских писателей, лишили советского гражданства, от него стали отрекаться друзья. Несмотря на это Робакидзе не бросил творчество и издал в Германии свои новые труды на немецком языке.
Почти всю Вторую мировую войну провёл в Берлине. Участвовал в правых патриотических эмигрантских организациях — Комитет независимости Грузии, Союз грузинских Традиционалистов и «Тетри Гиорги». По заказу нацистской пропаганды написал брошюры о Гитлере (приказом Геббельса внесена в список партийной литературы и выдержала четыре издания) и Муссолини.
В апреле 1945 года смог переехать в Швейцарию. Здесь продолжал писать статьи и книги.
Умер 19 ноября 1962 года в Женеве в одиночестве в одной из швейцарских клиник и был похоронен на женевском кладбище. Затем его прах был перенесён грузинской диаспорой во Францию на грузинское кладбище в коммуне Левиль-сюр-Орж недалеко от Парижа.

## Память

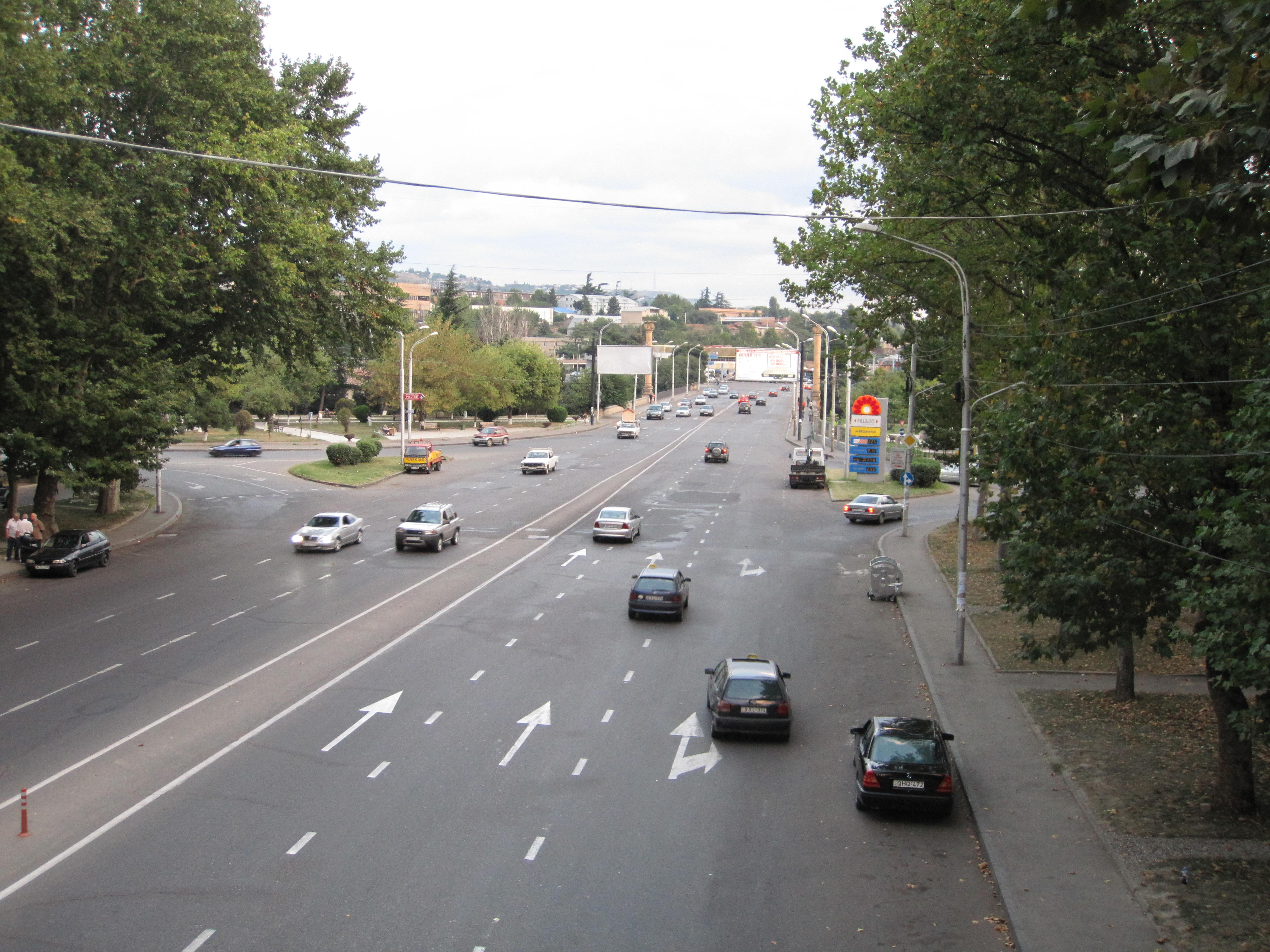
Проспект Григола Робакидзе

- В Грузии создан фонд имени Григола Робакидзе и учрежден университет его имени[6] — один из первых частных вузов республики.
- Тбилисский проспект Дружбы народов был переименован в проспект Григола Робакидзе.

## Творчество

### Романы
- «Змеиная рубашка» (1926)